# Sobreiluminación

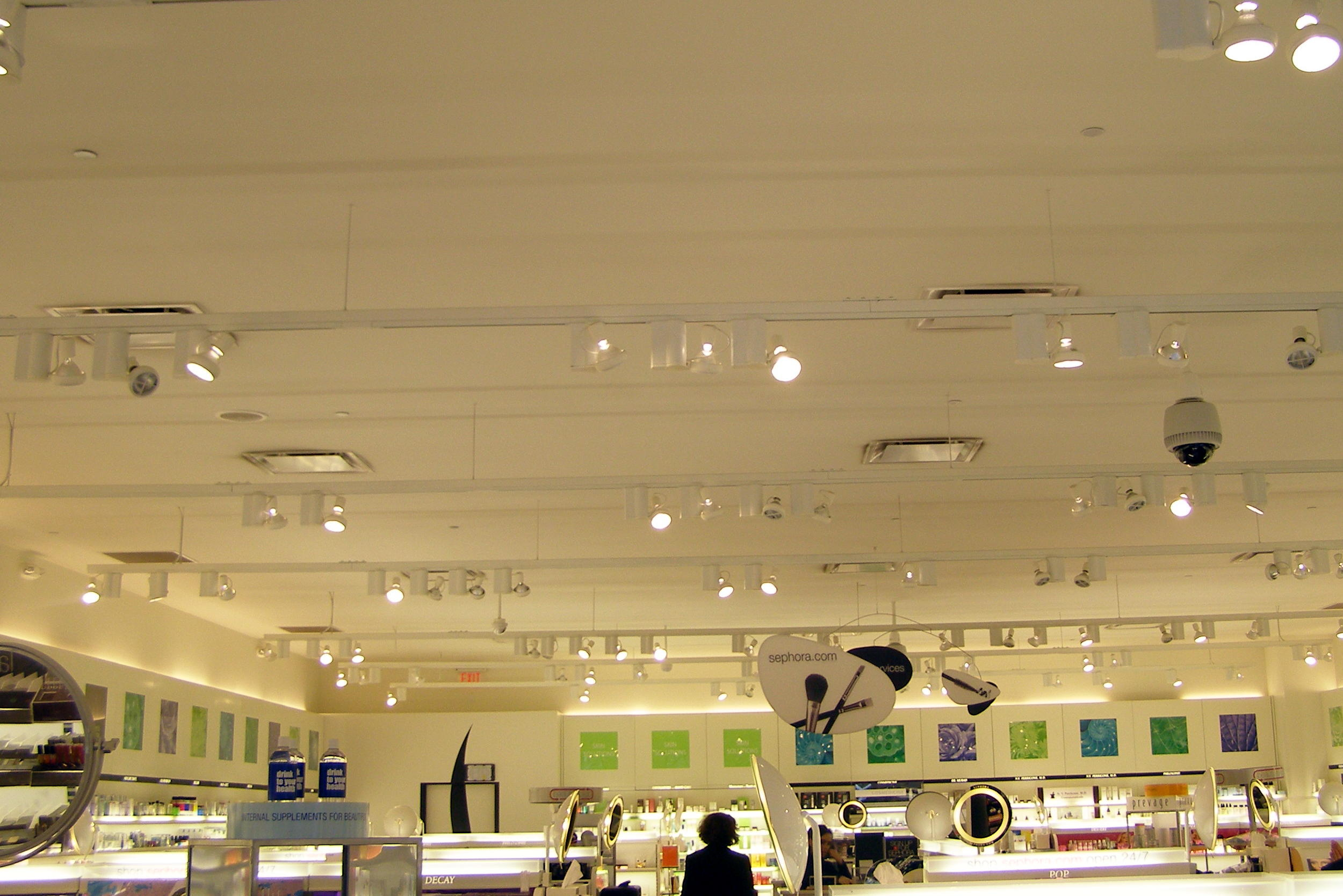
Esta tienda de cosméticos tiene más de dos veces el nivel recomendable de iluminación.

Se denomina sobreiluminación a la presencia de una intensidad luminosa más alta que la que es apropiada para una actividad específica. Recién a partir de 1995 se comienza a analizar la importancia de un correcto nivel de iluminación en entornos de oficinas y ventas minoristas. Desde entonces, la comunidad de diseño de interiores ha empezado a tener en cuenta los efectos de la sobreiluminación. 
Por un lado la sobreiluminación es cara y consume energía. La iluminación representa aproximadamente el 9% de la electricidad residencial en 2001 y cerca del 40% en la electricidad de uso comercial. Por otra parte niveles excesivos de luz artificial pueden afectar adversamente la salud. Estos efectos perjudiciales pueden depender del espectro así como del brillo general de la luz.
La sobreiluminación puede ser reducida instalando sensores de ocupación, usando luz natural, apagando las luces al dejar una habitación, o cambiando el tipo de bombilla de luz. 

## Causas

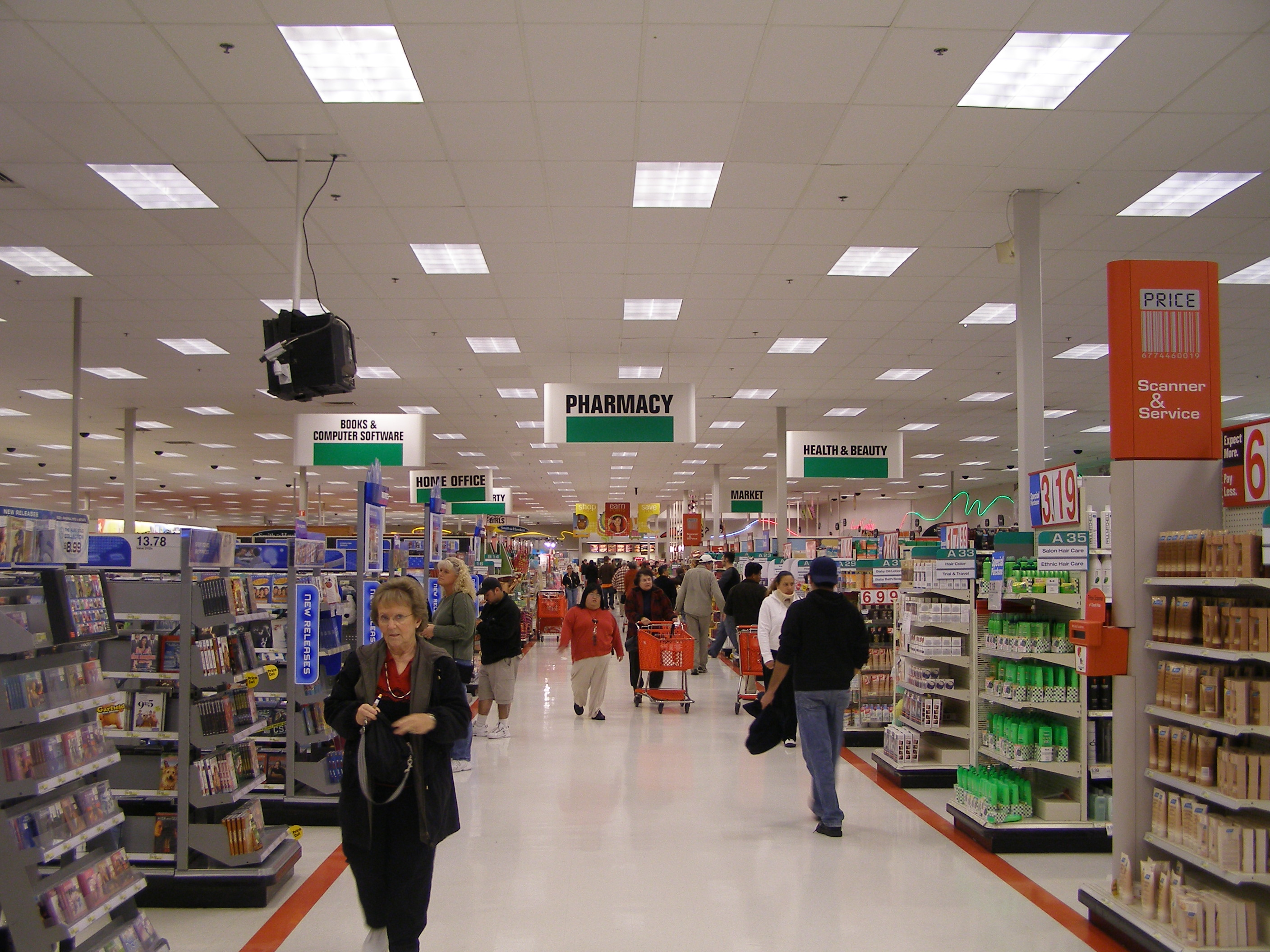
Algunas grandes tiendas minoristas están sobre-iluminadas.

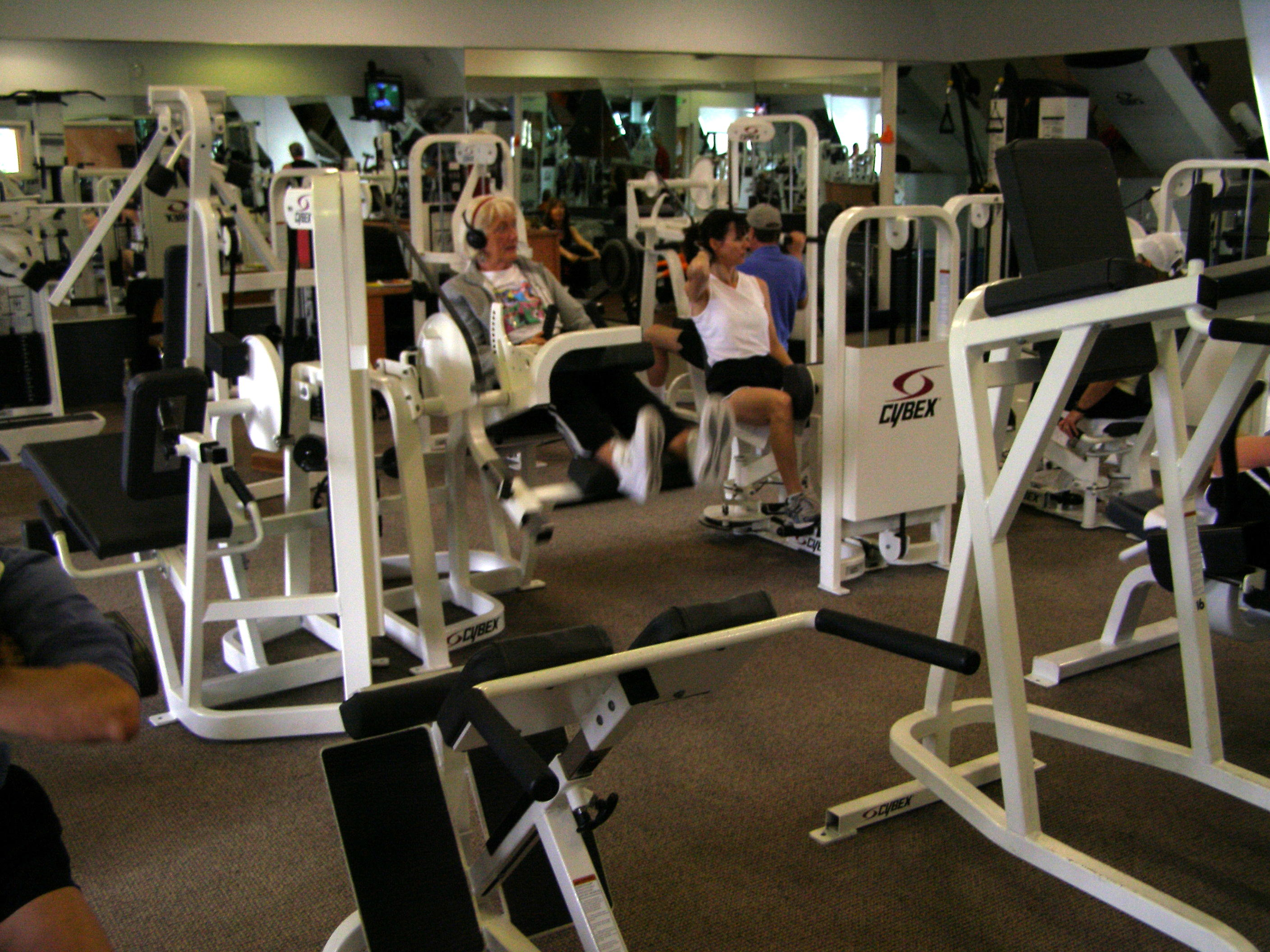
Un club de fitness que es iluminado mayormente por luz natural.

La sobreiluminación puede ser causada por varios factores:
- Iluminación de un área no ocupada
- Uso de luz eléctrica en lugar de luz natural
- Proporcionar iluminación para una área ocupada, pero con demasiada intensidad
- Instalación de muy pocos controles eléctricos. Esto resulta en un área que puede estar sobre-iluminada o no iluminada en absoluto.

Existen razones por las cuales a veces la sobreiluminación puede ser necesaria. Por ejemplo, las tiendas minoristas con grandes ventanas se sobre-iluminan por la noche como método de prevención de delitos.
Mientras que algunos aspectos de la iluminación son fácilmente controlables, como apagar las luces cuando se sale de una habitación, otros están determinados por la arquitectura y construcción del edificio. Por ejemplo, los tragaluces disminuyen la cantidad de luz artificial que es requerida durante el día, pero la mayoría de los edificios no los tienen instalados. Además, en diseño que posee muy pocos interruptores de luz o sectorización de las luminarias también pueden ocasionar problemas. Si un edificio de oficinas con grandes ventanas tiene solamente un interruptor por piso, entonces las luces eléctricas iluminarán las áreas del perímetro (con luz natural abundante) al mismo nivel que las zonas interiores (que reciben menos luz natural).

## Efectos sobre la salud

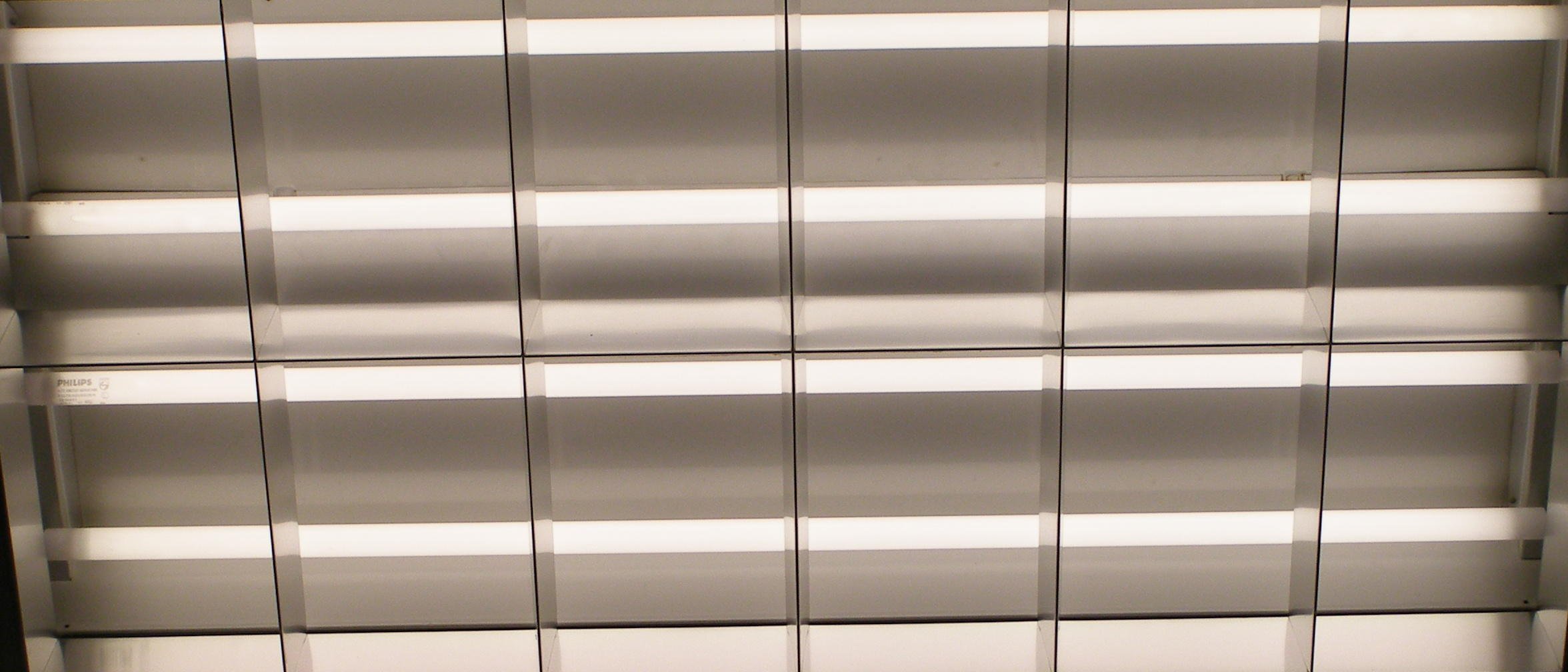
Luminaria fluorescente común T8 de uso frecuente en entornos de oficina.

La sobreiluminación ha sido asociada a varios efectos negativos sobre la salud. Mientras algunos de los efectos podrían ocurrir porque el espectro de color de las lámparas fluorescentes es significativamente diferente del espectro de la luz solar, otros síntomas podrían ser causados por que luz que es demasiado intensa. En particular, la sobreiluminación puede producir dolores de cabeza, fatiga, estrés, ansiedad, y disminución en las funciones sexuales.
Algunos estudios atribuyen los dolores de cabeza a luz demasiado intensa, mientras que otros los vinculan con ciertas distribuciones espectrales. En una encuesta, la luz brillante fue el desencadenante número dos (afectando a 47% de los encuestados) como causa de un episodio de migraña.
La fatiga es otra queja común de los individuos expuestos a sobreiluminación, especialmente con medios fluorescentes.
La sobreiluminación también puede causar estrés y ansiedad. De hecho, la luz natural fue preferida sobre la luz artificial por empleados de oficina tanto en culturas orientales como occidentales. Adicionalmente, la sobreiluminación puede causar estrés e incluso agravar a otros desórdenes psicológicos como la agorafobia. La sustitución de luz natural con luz artificial también disminuye la eficiencia en la ejecución de tareas bajo determinadas condiciones.

### Efectos sobre el sistema circulatorio y el ritmo circadiano
Los efectos de hipertensión por sobreiluminación pueden conducir al agravamiento de enfermedades cardiovasculares y a la disfunción eréctil, cuyos impactos son resultado de exposiciones acumuladas de largo plazo. El mecanismo de este efecto parece ser el estrés relacionado con la regulación en la producción de adrenalina.
La disrupción en el ritmo circadiano se debe principalmente a la sincronización incorrecta de la luz con respecto a la fase circadiana. El ritmo circadiano también puede ser afectado por exceso de luz, muy poca luz, o una incorrecta composición espectral de la luz. Este efecto está manejado por estímulos (o falta de estímulos) a las células ganglionares fotosensibles en la retina. El "tiempo de día", la fase circadiana, es señalado a la glándula pineal, el fotómetro del cuerpo, por el núcleo supraquiasmático. La luz brillante en el anochecer o en la madrugada cambia la fase de producción de melatonina (ver curva de respuesta de fase). Un ritmo de melatonina fuera de sincronización puede empeorar arritmias cardíacas y aumentar los lípidos oxidados en un corazón isquémico. La melatonina también reduce la producción de superóxidos y mieloperóxidos (una enzima que produce ácido hipocloroso) durante la isquemia-reperfusión.

## Energía y consideraciones económicas
Usar un exceso de luz artificial resulta en un mayor consumo de electricidad, y por tanto mayores costos. 

### Luz de alta intensidad
La sobreiluminación ocurre cuando la intensidad de la luz es excesiva para una actividad dada. Por ejemplo, un edificio de oficinas podría tener muchos conjuntos de luces fluorescentes para mantener el área iluminada después del atardecer. Durante el día, sin embargo, ventanas grandes permitirían que abundante luz natural ilumine la oficina. Por tanto, mantener todas las luces fluorescentes iluminadas durante el día resulta en sobreiluminación.

### Dejar las luces encendidas
El no apagar las luces cuando se sale de una habitación también causa un mayor consumo de energía. Algunas personas evitan apagar las luces porque creen que de hacerlo causarán que se quemen prematuramente. Aunque esto es cierto en cierta medida, el Departamento de Energía de los Estados Unidos recomienda que 15 minutos es un apropiado intervalo de tiempo. Si alguien planea dejar la habitación en menos de 15 minutos, entonces la luz tendría que quedar encendida. Si la habitación estará desocupada por más de 15 minutos, entonces la luz tendría que ser apagada. Otra preocupación es que encender una bombilla fluorescente consume cantidades grandes de energía. Mientras las bombillas fluorescentes necesitan más energía para encender, la cantidad de electricidad consumida es igual a solo unos cuantos segundos de operación normal.
Algunas veces las personas no apagan las luces por alegar que su compañía paga por la electricidad. En estos casos la automatización de edificios proporciona más control. Estas soluciones proporcionan control centralizado de todas las luces dentro de una casa o edificio comercial, permitiendo fáciles implementaciones de horarios, sensores de ocupación, aprovechamiento de luz de día y más. Muchos sistemas también apoyan la respuesta a la demanda y automáticamente atenuará o apagará las luces. Muchos sistemas de control nuevos están utilizando estándares abiertos de malla inalámbrica (como ZigBee), los cuales proporcionan beneficios que incluyen una instalación más fácil (no es necesario instalar cables de control) e interoperabilidad con otros sistemas estandarizados para control de edificios (p. ej. seguridad).

### Diseño arquitectónico y el tipo de bombillas de luz
El diseño arquitectónico también puede proporcionar maneras de reducir el uso de energía. Hay aspectos tecnológicos en el diseño de ventanas donde sus ángulos pueden ser calculados para minimizar el deslumbramiento en el interior y reducir la sobreiluminación interior, mientras al mismo tiempo reducen la carga de calor solar y subsecuente demanda de aire acondicionado como técnica de conservación de energía. Para el Edificio Dakin en Brisbane, California las proyecciones de las ventanas anguladas efectivamente proveen pantallas solares permanentes, obviando persianas o cortinas interiores.
Idealmente, el diseño de un edificio incluye múltiples interruptores para controlar la iluminación. El ajuste de estas configuraciones permitiría proveer la intensidad óptima de luz, la versión más común de este control es el "interruptor de tres niveles", también llamado interruptor A/B. Gran parte del beneficio de la reducción de la iluminación artificial proviene de una mejor tasa de luz natural a luz artificial que puede resultar de cualquiera de los cambios anteriormente descritos. Se han realizado investigaciones que muestran las ganancias de productividad de los trabajadores en entornos en los que cada trabajador selecciona su propio nivel de iluminación.
Finalmente, el tipo de bombillas de luz que se instalan tienen un efecto importante en el consumo de energía. La eficiencia de las fuentes de luz varía grandemente. Las luces fluorescentes producen varias veces más luz para una entrada de energía determinada, como lo hacen las luces incandescentes, y los LEDs. Las cortinas varían en su absorción. Techos, paredes, y otras superficies pintadas con colores claros aumentan la luz ambiental al proveer superficies que la reflejan.